# Heidi Watney
Heidi Watney (1981. május 19. –) amerikai sportkommentátor, az MLB Network műsorvezetője és riportere. Iskolai tanulmányait a San Diegó-i Egyetemen végezte, korábbi sportkommentátori munkái között a bostoni New England Sports Network, a Los Angeles-i Time Warner Cable SportsNet, illetve kettő kisebb fresnói állomás is szerepel.

## Élete
Watney a középiskolai tanulmányait a fresnói Clovis West High Schoolban végezte, ahol gátfutás, műugrás, torna, és cheerleading sportokban is aktív volt. Nemzeti kiválósági ösztöndíjas volt és tanulmányi ösztöndíjban részesült a San Diegó-i Egyetemen, ahonnan 2003-ban kitüntetéssel diplomázott. Watney részt vett a Miss California USA szépségversenyen, ahol 2002-ben a második helyezett lett. A győztest, Tarah Peterst Eric Byrnes, Watney MLB Networkös munkatársa és egykori Major League Baseball-játékos vette feleségül.
Watney korábbi munkái között szerepel a Boston Red Sox pályaszéli riporteri, valamint a bostoni székhelyű New England Sports Network televízióadó a The Red Sox Report és a The Ultimate Red Sox Show című műsorainak házigazdái, illetve ezeket megelőzően a fresnói székhelyű ESPN Radio 1430 KFIG rádióadó házigazdái és a KMPH-TV hétvégi sporthír-felolvasói posztjai. 
2011 novemberében a Los Angeles-i Time Warner Cable SportsNet pályamenti riportere lett. Watney 2012 szeptemberében otthagyta a Time Warnert, hogy az MLB Networknél dolgozhasson. 2013. óta az MLB Network Quick Pitch című műsorának a házigazdája, illetve az MLB: The Show videójáték-sorozat 2019-es kiadása óta annak pályamenti riportere.

## Magánélete
Watney 2014. december 31-én házasodott meg, férje Mike Wickham, aki a New York Mets (2019–napjainkig), a Miami Marlins (2010–2013), a San Diego Padres (2002–2010), valamint a Montreal Expos (1999–2001) baseballcsapatoknál is ellátott különböző középvezetői pozíciókat. Első gyermekük 2018 elején született meg, Watney a 2018-as MLB-szezon első felét szülési szabadságon töltötte. Watney Nick Watney profi golfozó unokahúga. Watney a Dropkick Murphys együttes Going Out in Style című videóklipjében is látható.